# Salzwedel
Salzwedel é uma cidade da Alemanha localizada no distrito de Altmarkkreis Salzwedel, estado de Saxônia-Anhalt.
Salzwedel é sede do Verwaltungsgemeinschaft de Salzwedel-Land, porém, não é membro.